# AYA世代
AYA世代（アヤせだい、英: adolescents and young adults）とは思春期・若年成人世代。「AYA世代がん」という文脈で使われることが多く、15～39歳の間に発生するがん（悪性腫瘍）を指す。米国では年間約7万人に発生しており、がんの約5％を占める。これは、0～14歳の小児に診断されるがんの約6倍である。世界全体では、2012年に20～39歳の若年成人の約100万人ががんと診断され、この年齢層では35万人以上ががんで死亡している。
若い成人は、若い子どもや高齢者に比べて、ホジキンリンパ腫、精巣がん、一部の肉腫などの特定のがんと診断される可能性が高い。15～24歳の青年および若年成人では、リンパ腫、精巣がん、および甲状腺がんが最も一般的であるが、25～39歳では、乳がんおよびメラノーマがより一般的である。

## 定義
我が国（日本）の人口動態統計（2011 年）によると、AYA 世代 （15–29 歳と定義）の悪性新生物による死亡数は年間約 700 人で、自殺や不慮の事故に次ぐ死因である。しかし、「AYA世代」と「がん」の関連性からは、年齢は15～39歳という定義が国立がん研究センターでなされている。
15～39歳の間にがんと診断された人は、「思春期および若年成人腫瘍学進歩レビューグループの報告書」によると「思春期および若年成人」の定義に当てはまる。米国ではこの年齢範囲が一般的に使用されているが、がんのケアおよび研究の観点から思春期および若年成人の集団を特徴づけるために使用される年齢範囲は、国、地域、または研究によって異なる。例えば、ヨーロッパの多くの地域およびオーストラリアでは、がんに関する思春期および若年成人は15～24歳と定義されているが、カナダがん協会によって受け入れられている年齢範囲は15～29歳である。

## がんの種類
2018年に年齢標準化された推定罹患率によって決定された、世界の15～39歳に最も多いがんは以下の通りであった：
- 乳がん
- 子宮頸がん
- 甲状腺がん
- 精巣がん
- 卵巣がん
- 白血病
- 非ホジキンリンパ腫
- 大腸がん
- 脳腫瘍とその他の中枢神経系腫瘍
- 肝臓がん
- 口腔がん
- ホジキンリンパ腫
- 子宮がん
- メラノーマ
- 胃がん

## 治療
がんの種類によっては、若年成人が成人よりも小児の治療レジメンで治療したほうが予後が良好である場合がある。脳腫瘍、白血病、骨肉腫、ユーイング肉腫など、一般的に小児および青年期に発生するがんを有する若年成人は、小児腫瘍専門医による治療を受けたほうが予後が良好である。例えば、急性リンパ芽球性白血病（ALL）の青年および若年成人は、成人の治療プロトコールではなく小児科の治療プロトコールで治療した方が転帰が良好である可能性がある。15～19歳のALL患者の5年生存率は、1990年代初頭には約50％であったものが、2007～2013年現在では74％にまで上昇している。これは小児の治療プロトコールの使用が増えたことによるものであろう。
乳がんやメラノーマなど、成人に多いがんを患っている若年層は、腫瘍内科医の治療を受けた方が良い場合がある。

### 妊孕性
がん治療はその人の受胎可能性に影響を及ぼすことがあり、その変化は一時的なものと永続的なものがある。受胎可能性に影響を及ぼすかどうかは、その人の本来もっている受胎可能性、治療時の年齢、がんの種類および治療法、治療の量（用量）、治療期間、がん治療後の経過時間、およびその他の個人の健康上の要因などに左右される。
がん治療は、生殖能力をコントロールする生殖器や生殖腺に害を及ぼすことがある。化学療法（特にアルキル化剤）は、女性の卵巣に影響を与えて卵子やエストロゲンの分泌を停止させたり、若い男性の精子や精子形成細胞（生殖細胞）に損傷を与えたりすることがある。腹部、骨盤、脊椎などへの放射線療法は、近くの生殖器を傷つけることがある。脳に対する放射線療法は、他のほとんどの内分泌腺の機能を制御する下垂体を損傷することがある。生殖器系のがんや骨盤領域のがんに対する手術は、近くの生殖器組織や神経、リンパ節を傷つけることがある。がんの治療に用いられるホルモン療法（内分泌療法とも呼ばれる）は、月経周期を乱し、女性の受胎可能性に影響を及ぼすことがある。造血幹細胞移植は、女性の卵巣と男性の精子および精子形成細胞に損傷を与える可能性のある、高用量の化学療法、および/または放射線の投与を伴う。
米国臨床腫瘍学会は、腫瘍医に対し、治療に関連した不妊の可能性、および生殖能力を維持するための選択肢について、生殖年齢の高いすべての人々と話し合うこと、および生殖専門医への紹介を提供することを奨励している。
女性
AYAがん患者の女性には、卵子凍結保存（卵子凍結）、胚凍結保存（胚バンクまたは胚凍結）、卵巣遮蔽（生殖腺遮蔽）、卵巣組織凍結保存（卵巣組織凍結）、卵巣移植（卵胞摘出術）、根治的気管切除術（根治的子宮頸部切除術）などの妊孕性温存の選択肢がある。
男性
AYAがん患者の男性には、精液凍結保存（精子バンク）、精巣遮蔽（性腺遮蔽）、体の他の部位が放射線治療を受けているときに骨盤への散乱放射線から精巣を遮蔽するために体の外側に保護カバーをかぶせる方法など、精巣精子摘出術（TESE）、精液サンプルを採取できない男性のための処置、および精巣組織の凍結（精巣組織凍結保存）など、妊孕性を維持するための選択肢がある。

## 予後
思春期および若年成人のがんの全生存率は、若年の小児または高齢者ほど改善していない。米国で2002年から2006年までに診断された、すべての浸潤性の思春期および若年成人がんの5年生存率は、82.5％であった。この生存率は、同時期にがんに罹患した小児および高齢者の生存率に匹敵するが、生存率は、急性リンパ腫、横紋筋肉腫、ユーイング肉腫など、小児および思春期および若年成人の集団に共通するいくつかのがん種のがんを有する若年者に有利である。同様に、高齢のがん患者は、乳がん、カポジ肉腫、および肛門がんの5年生存率の点で、青年期および若年成人よりも優れていた。
一部の思春期がんおよび若年成人がんの低い生存率を改善するために、研究者は、年齢の異なるがんの遺伝的および生物学的特徴、治療アプローチおよび治療強度の違い、治療コンプライアンスの可能性の違い、および若年がん患者に影響を与える社会的、行動的、またはその他の要因を研究している。
AYA世代のがん患者、ならびにがん生存者は、雇用、教育達成、経済的安定、および社会的関係に関連した困難が、報告されている。

## 相違点
青年期および若年成人のがんは、徴候や症状、組織学、予後、生存率などの点で異なることが多い。青年期および若年成人のがんの中には、固有の遺伝的および生物学的特徴を有するものもある。
例えば：
- 大腸がん。思春期や若年成人では、細胞分化が悪く、組織学的にも違いがあり、リンパ管浸潤が多く、シグネットリング細胞が多い傾向がある。多くの場合、大腸がんはAYA世代ではより進行した腫瘍段階で発見される[19]。
- 乳がん。思春期および若年成人では、悪性度の高い腫瘍、原発腫瘍の大きさ、および三重陰性乳がんの傾向が高いことが多い。乳がんの青年期および若年成人は、一般に高齢女性よりも予後が悪い[14]。
- 急性リンパ芽球性白血病。AYA世代でみられる遺伝子異常は、治療失敗率や再発率の高さと関連している。高い生存率に関連するゲノム異常は、若年者に比べてAYA世代では起こりにくく、転帰不良に関連する遺伝子異常はより一般的な傾向にある[14]。
- メラノーマ。青年期の限局性黒色腫は、高齢者とは臨床的に異なる特徴を有することがある。思春期および若年成人では、診断時のメラノーマの病期が高くなる傾向がある。診断時の年齢が若く、有糸分裂率が高いことは、リンパ節への転移の可能性が高いことと相関していると考えられる[14]。
- 肉腫。思春期および若年成人は、同じ組織型の肉腫では幼い小児よりも成績が悪いことが多い。ユーイング肉腫では、生存率は年齢および腫瘍の大きさの診断に反比例している。横紋筋肉腫の青年および若年成人の5年後の生存率は、61％に対して27％と、小児よりもはるかに低い[14]。

一部の思春期および若年成人のがんに見られる異なる生物学的およびゲノムプロセスをより深く理解することは、これらのがんに対する新規かつより優れた治療法の開発に役立つ。

### 教育
がん治療が「非常に集中的だった」と報告した人や、診断後に仕事や学校を辞めたことがある人は、診断後にがんが仕事や学校に悪影響を与えたと報告する可能性が高く、50％以上が記憶力や注意力に問題があると報告していた。勉強や仕事をしていたがんの青年および若年成人のほぼ4分の3が、診断後1～3年以内に学校や仕事に復帰した。青年および若年成人が質的面接で述べた教育の中断および教育達成度の低下の理由には、学校を休んだこと、必要なテストを受けなかったこと、「取り残された」ように感じたことなどが含まれている。

### 採用
米国の若年成人の約3分の1が、がんが就労計画に悪影響を与えていると報告している。がんを克服した若者と健康な同世代の若者を比較した研究では、対照群の27％に比べて、がんを患った青年および若年成人の33％が仕事をしていなかった。別の米国の研究では、がんの青年および若年成人の23％が健康上の問題による失業を報告していたのに対し、対照群の14％であった。別の全国研究では、がんに罹患した青年および若年成人は、がんに罹患していない同世代のコホートよりも低い家族所得を報告していることが明らかになった。

### 対人関係
形成期の思春期および若年成人期における社会的関係および教育的達成は非常に重要であり、がんの経験はこれらの目標の達成に悪影響を及ぼすことが米国の研究で報告されている。若年成人のがん患者では結婚率が低く、年齢に関係のある対照群の同世代の患者よりも離婚または別居している可能性が高かった。青年および若年成人はまた、身体的変化による性的魅力に対する恐怖や、がんによる受胎可能性に関連した変化も報告していた。がんの青年および若年成人は、これらの課題に対処するための支援を求めて、同じような経験をしたことのある他のがんの若年成人およびがんサバイバーとつながりたいという強い願望を表明した。

## 疫学
2000年から2011年までの間に、米国の青年および若年成人に比較的多い40のがんのうち、急性リンパ芽球性白血病、大腸がん、前立腺がん、腎がん、精巣がん、甲状腺がん、子宮がんの7つが頻度が増加している。
この間、米国の青年期および若年成人の肺がんやメラノーマなどの一部のがんの罹患率は減少した。この減少の仮説の1つは、喫煙予防や皮膚がん啓発などの予防キャンペーンの開始である。 子宮頸がんも米国の青年および若年成人の間で減少したが、これはHPVワクチンの導入に起因していると考えられる。対照的に、青年期および若年成人にも影響を及ぼす26種類のがんでは、高齢者の罹患率が低下した。高齢者の罹患率が増加したのは、甲状腺がん、腎臓がん、肝臓がん、小腸がんのみであった。